# Querella argentina contra els crims del franquisme

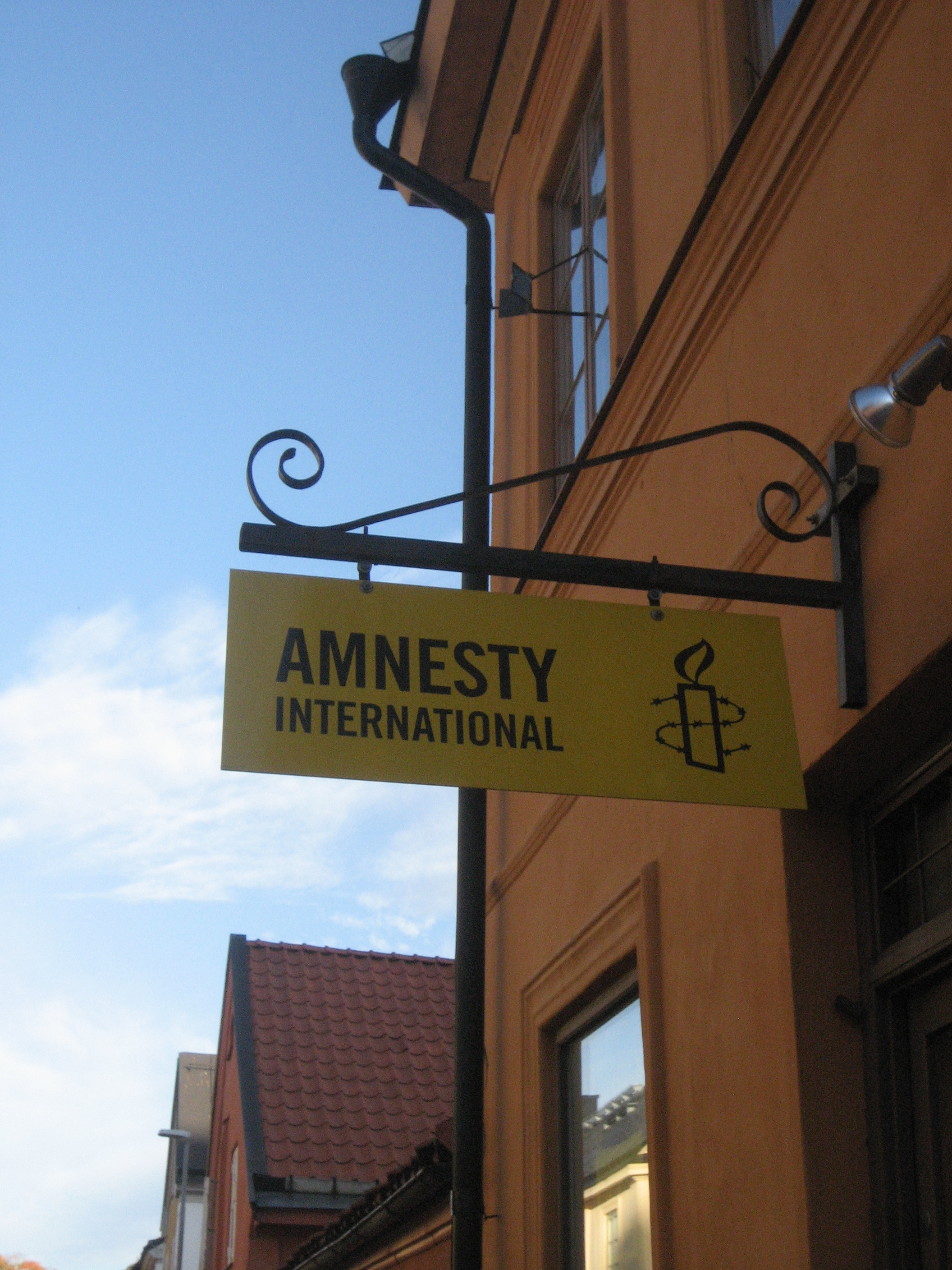
La causa, oberta per la jutgessa María Romilda Servini de Cubría, ha rebut el suport d'Amnistia Internacional, la Cambra de Diputats de l'Argentina i els parlaments d'algunes comunitats autònomes espanyoles, però no del d'Espanya

La querella argentina contra els crims del franquisme és una querella interposada i exposada davant d'un jutjat penal de l'Argentina pels delictes de genocidi i crims de lesa humanitat comesos a Espanya per la dictadura franquista, inicialment entre el 17 de juliol de 1936 i el 15 de juny de 1977. Des de l'11 de juny de 2018 compta amb dues sentències de la «Cámara Federal de Casación Penal. Capital Federal, Ciudad Autónoma de Buenos Aires» que aporten jurisprudència i n'amplien l'àmbit territorial més enllà dels límits de l'Estat espanyol i temporal a la Transició.
La causa fou oberta per la jutgessa María Romilda Servini acollint-se al principi de jurisdicció universal; començà amb dues querelles el 14 d'abril de 2010, i el gener de 2013 n'havia augmentat fins a 150.
La querella ha rebut el suport d'Amnistia Internacional, que en la investigació Casos tancats, ferides obertes (2012) denuncia que a Espanya no s'ha dut a terme cap investigació judicial exhaustiva per conèixer la veritat sobre les circumstàncies que envolten els abusos comesos durant la dictadura franquista.
En suport a la querella es va crear també la xarxa ciutadana Coordinadora estatal de suport a la querella argentina contra crims del franquisme (CEAQUA, per les seves inicials en castellà), que aplega nombroses organitzacions i ajuntaments. La majoria de querellants de Catalunya i les Illes Balears s'agrupen dins la Xarxa Catalana i Balear de suport a la Querella Argentina.
També ha rebut el suport dels parlaments del País Basc, Catalunya i Andalusia, i de la Cambra de Diputats de l'Argentina. El relator especial de l'ONU sobre la promoció de la veritat, la justícia, la reparació i les garanties de no-repetició ha demanat la «col·laboració de la justícia espanyola amb els procediments judicials a l'exterior i prendre mesures contra el debilitament de l'exercici de la jurisdicció universal per part de tribunals espanyols».
Segons el govern espanyol, els crims jutjats «ja han prescrit a Espanya» i a més topen amb la Llei d'Amnistia espanyola de 1977. Segons la jutgessa, es tracta de «crims de lesa humanitat i, per tant, aquest delicte no prescriu».

## Antecedents

### La Llei d'Amnistia de 1977
La Llei 46/1977, de 15 d'octubre, d'Amnistia, va ser promulgada a Espanya el 15 d'octubre de 1977; entrà en vigor des de la seva publicació al BOE el 17 d'octubre d'aquest any.
El gener de 2009, el Comitè de Drets Humans va amonestar Espanya pel «manteniment en vigor de la Llei d'Amnistia» de 1977 i va recordar que «els delictes contra la humanitat són imprescriptibles» i les amnisties «relatives a les violacions greus dels drets humans són incompatibles amb el pacte». El govern d'Espanya va respondre qüestionant la competència del Comitè en aquesta matèria i recordant que la Llei d'Amnistia va ser una demanda de tota l'oposició al franquisme que va contribuir a la transició a la democràtica.

### Causa contra el franquisme a l'Audiència Nacional espanyola
El 18 de juliol de 2007 diverses associacions van presentar denúncies davant l'Audiència Nacional per la investigació dels crims i desaparicions del franquisme, però es van desestimar, ja que «els delictes havien prescrit o, en tot cas, estaven subjectes a la Llei d'Amnistia espanyola de 1977». El setembre de 2008, el jutge d'Instrucció número 5 de l'Audiència, Baltasar Garzón, va tornar a impulsar aquestes denúncies, aportant els noms de 130.000 desapareguts. La Fiscalia de l'Audiència Nacional va al·legar que els delictes de genocidi i crims contra la humanitat no estaven tipificats en el Codi Penal de 1932, que regia quan es van cometre, i que no es podrien aplicar amb caràcter retroactiu; que els segrestos amb desaparició no són delictes permanents; que tant els delictes com les seves penes haurien prescrit i que els fets no poden ser considerats com a crims contra la humanitat. No obstant això, Garzón es va declarar competent per instruir el cas i, emparant-se que són delictes que no prescriuen, va imputar al règim franquista, el 14 d'octubre de 2008, un delicte de genocidi, considerant que aquests assassinats corresponien a una campanya d'extermini de l'enemic polític organitzada des del règim. Finalment, el 18 de novembre, el jutge va declarar extingida la responsabilitat penal de Franco i d'altres 44 alts comandaments del seu govern, després d'haver comprovat l'acta de defunció de tots ells. A més va transmetre la investigació dels crims als jutjats d'instrucció de les províncies en què es troben les fosses comunes. Aquests jutjats territorials van arxivar posteriorment la majoria dels casos sense haver realitzat cap tipus d'investigació.

## Cronologia

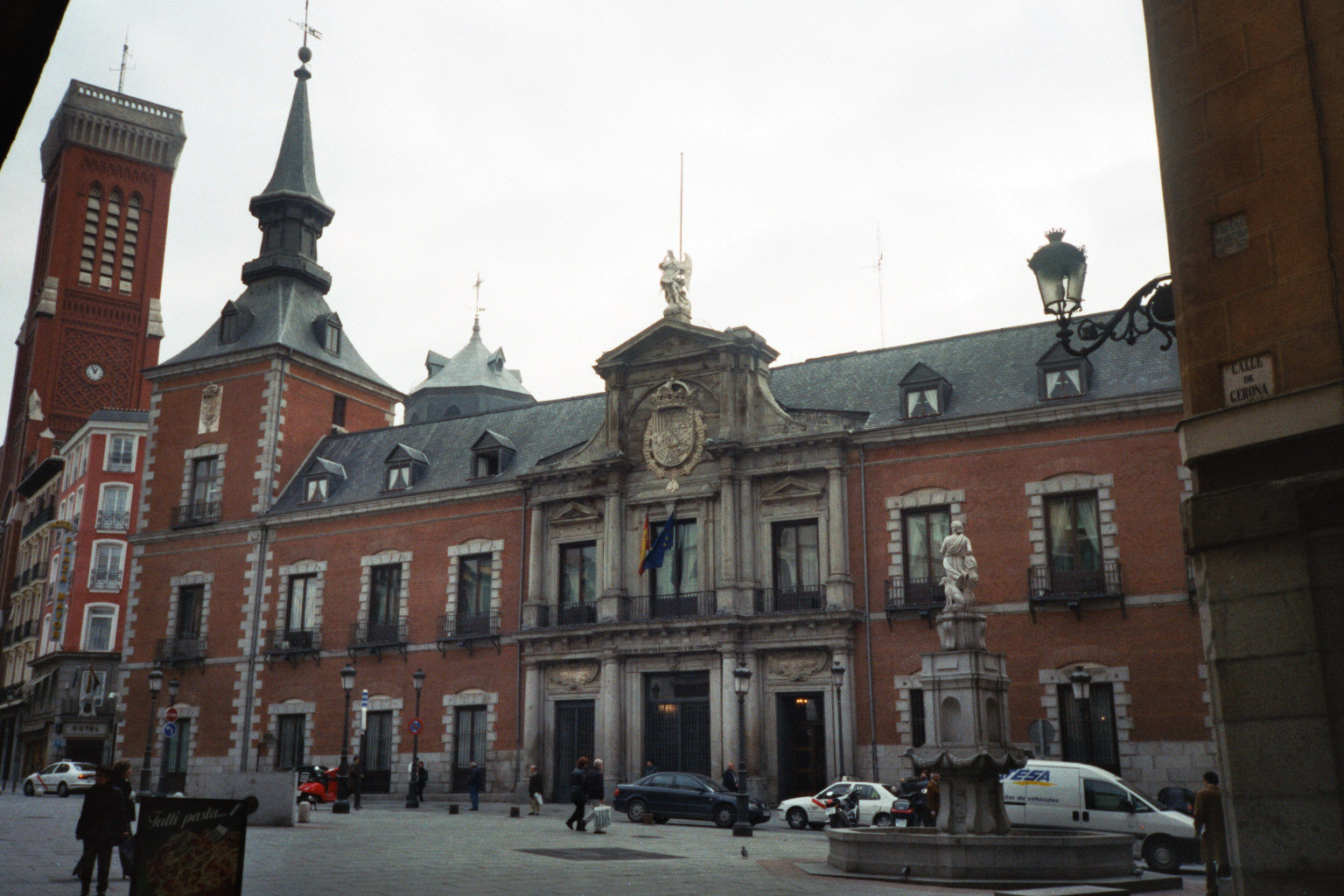
Seu del Ministeri d'Afers Exteriors i Cooperació, a Madrid, que ha expressat el seu "malestar" per la querella i ha provocat que es cancel·lin testimonis previstos

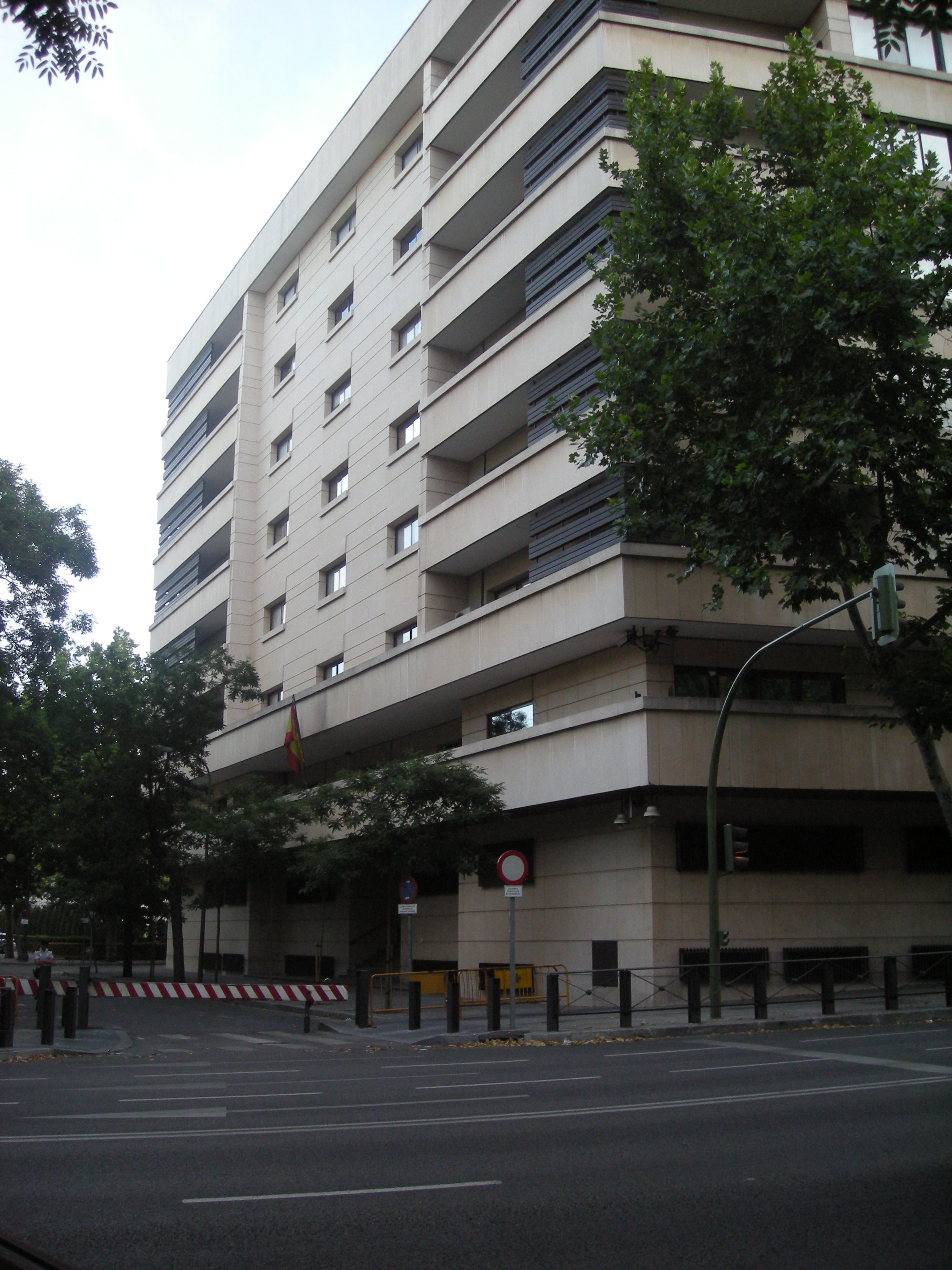
L'Audiència Nacional s'oposa a extradir els imputats sobre els quals pesen ordres de detenció internacional, per exemple per la Interpol

El 14 d'abril de 2010 dos familiars de víctimes espanyoles interposen la querella a la justícia argentina emparant-se en la legislació internacional sobre drets humans i la constitució i lleis argentines. Els advocats són Carlos Slepoy i Ana Messuti a Madrid, i David Baigún, Máximo Castex, Ricardo Huñis, Beinusz Szmukler, Carlos Zamorano i Héctor Trajtemberg a l'Argentina.
El 21 de juny de 2012 es constitueix la Red AQUA, que després es convertirà en CeAQUA. Es crea també la Plataforma Vasca para la querella contra los crímenes del franquismo, i a poc a poc s'aniran creant altres plataformes arreu de l'estat espanyol.
El 28 de novembre de 2012 s'entreguen 5.000 testimonis al Jutjat núm. 1 de Buenos Aires.
El 21 de març de 2013 es realitzen les primeres imputacions i es dicten ordres de detenció internacional contra Rodolfo Martín Villa, José Utrera Molina, Fernando Suárez González, Rafael Gómez Chaparro Aguado, Jesús Cejas Mohedano, Juan Antonio González Pacheco, José Ignacio Giralte González, Celso Galván Abascal i Jesús Muñecas Aguilar.
El 25 i 26 d'abril de 2013 es cancel·len els testimonis per videoconferència previstos. Es tornaran a cancel·lar de nou el 2, 3, 8, 9, 15 i 16 de maig, en els últims casos a causa d'un comunicat que el Ministeri d'Afers Exteriors i Cooperació espanyol envia a l'ambaixador argentí Carlos Bettini, expressant el seu malestar pels esdeveniments. Al maig, més de 40 parlamentaris i senadors espanyols signen un document de suport a la querella.
El 18 de setembre de 2013 la jutgessa María Servini de Cubría dicta una ordre de detenció mitjançant la Interpol contra Juan Antonio González Pacheco, José Ignacio Giralte González, Celso Galván Abascal i Jesús Muñecas Aguilar, acusats de tortures. Amnistia Internacional se suma al suport a la querella. Des de setembre de 2013, l'Argentina habilita els seus consulats per presentar denúncies que s'incorporin a la querella.
El novembre de 2013, tretze querellants presten declaració a l'Argentina durant una setmana.
El 5 de desembre de 2013 el jutge de l'Audiència Nacional Pablo Ruz cita a declarar dos imputats en la querella argentina. El 31 de gener de 2014 la fiscalia de l'Audiència Nacional s'oposa a extradir a l'Argentina l'exinspector Juan Antonio González Pacheco. El 2 de febrer el relator de l'ONU critica aquesta decisió.
El 15 d'abril de 2014 la secció tercera de l'Audiència Nacional denega l'extradició de Jesús Muñecas Aguilar. El 30 d'abril la secció segona rebutja l'extradició d'Antonio González Pacheco.
Entre el 18 i el 30 de maig de 2014, la jutgessa María Servini de Cubría i el fiscal Ramiro González viatgen a l'estat espanyol amb els seus secretaris judicials i prenen diverses declaracions.
El 31 d'octubre de 2014 la jutgessa sol·licita a la Interpol l'arrest preventiu de Martín Villa, Utrera Molina i 18 imputats més per tal d'extradir-los. El 19 de novembre, Utrera Molina va amenaçar, a través de la Fundació Nacional Francisco Franco, les víctimes de la dictadura amb possibles denúncies per haver tacat el seu "honor".
El 24 de març de 2016 la «Xarxa Catalana i Balear de suport a la Querella Argentina» va publicar un comunicat anunciant que abandonava la CEAQUA.
L'11 de juny de 2018 la sala 4 de la «Cámara Federal de Casación Penal» a la ciutat autònoma de Buenos Aires, dins la causa CFP 4591/2010/8/CFC1 (registre núm.655/18 | Id SAIJ: FA18260286) es dictà una sentència per donar acollida, dins l'anomenada Querella Argentina, al cas de l'homicidi de Gustau Muñoz, enquadrat en el supòsit de crim de lesa humanitat, ocorregut l'11 de setembre de 1978 al carrer Ferran de Barcelona. Quedant així ultrapassada la barrera temporal del juny de 1977, deixant oberta la possibilitat de querellar-se pels crims comesos durant la Transició. En aquesta causa s'han superat doncs les fronteres de l'espai i el temps, en quan a que s'ha reconegut la unitat d'un context que responia a un pla sistemàtic i generalitzat d'extermini.
L'11 de juny de 2018 la sala 4 de la «Cámara Federal de Casación Penal» a la ciutat autònoma de Buenos Aires, dins la causa CFP 4591/2010/7/CFC2 (registre núm.656/18 | Id SAIJ: FA18260079) es dictà una sentència per donar acollida, dins l'anomenada Querella Argentina, al cas de detenció il·legal (18 de juliol de 1936 a Tetuán, capital del Protectorat espanyol al Marroc), afusellament i posterior desaparició del cos del Sr. José Salmerón Céspedes, enquadrat en el supòsit de crim de lesa humanitat. Quedant així ultrapassada la limitació dins a territori espanyol.  En aquesta causa s'han superat doncs les fronteres de l'espai i el temps, en quan a que s'ha reconegut la unitat d'un context que responia a un pla sistemàtic i generalitzat d'extermini.

## Crims investigats

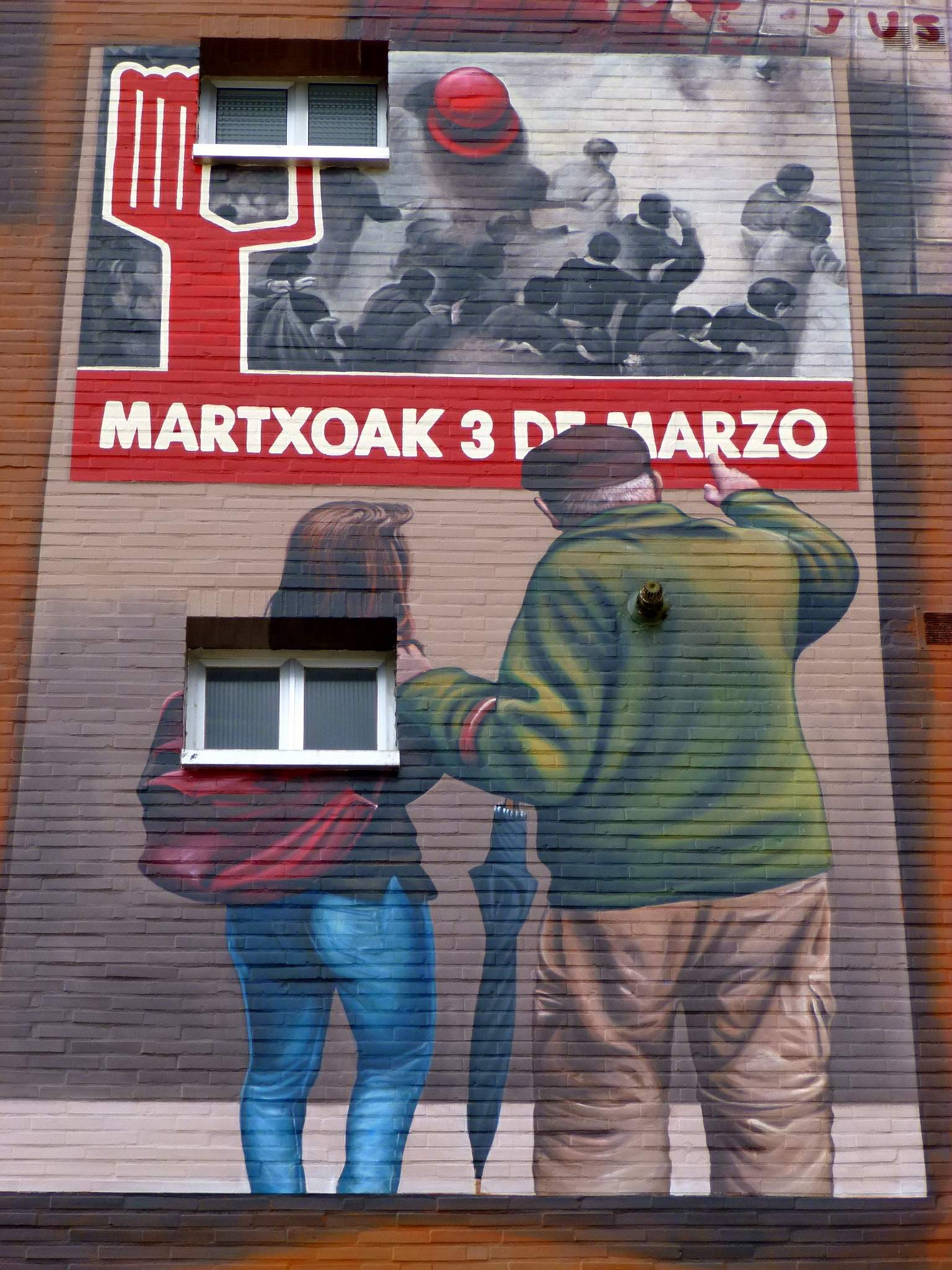
Mural en memòria de la massacre del 3 de març a Vitòria

El Jutjat Criminal i Correccional Federal Núm. 1, integrat per la jutgessa Servini de Cubría, investiga «la possible comissió de fets atroços de genocidi i/o lesa humanitat durant la Guerra Civil espanyola i el franquisme».
Els crims investigats inclouen casos de tortures i presó, desaparicions, assassinats, treballs forçats, nens robats i penes de mort. La incorporació de casos del franquisme tardà, com el de Salvador Puig i Antich o la massacre del 3 de març de Vitòria, ha donat un impuls definitiu a la querella.

## Ordres de detenció internacionals
El 19 de setembre de 2013 la justícia argentina va reclamar la detenció de quatre policies espanyols per tortures durant el franquisme: Jesús Muñecas Aguilar, Celso Galván Abascal, José Ignacio Giralte González i Juan Antonio González Pacheco.

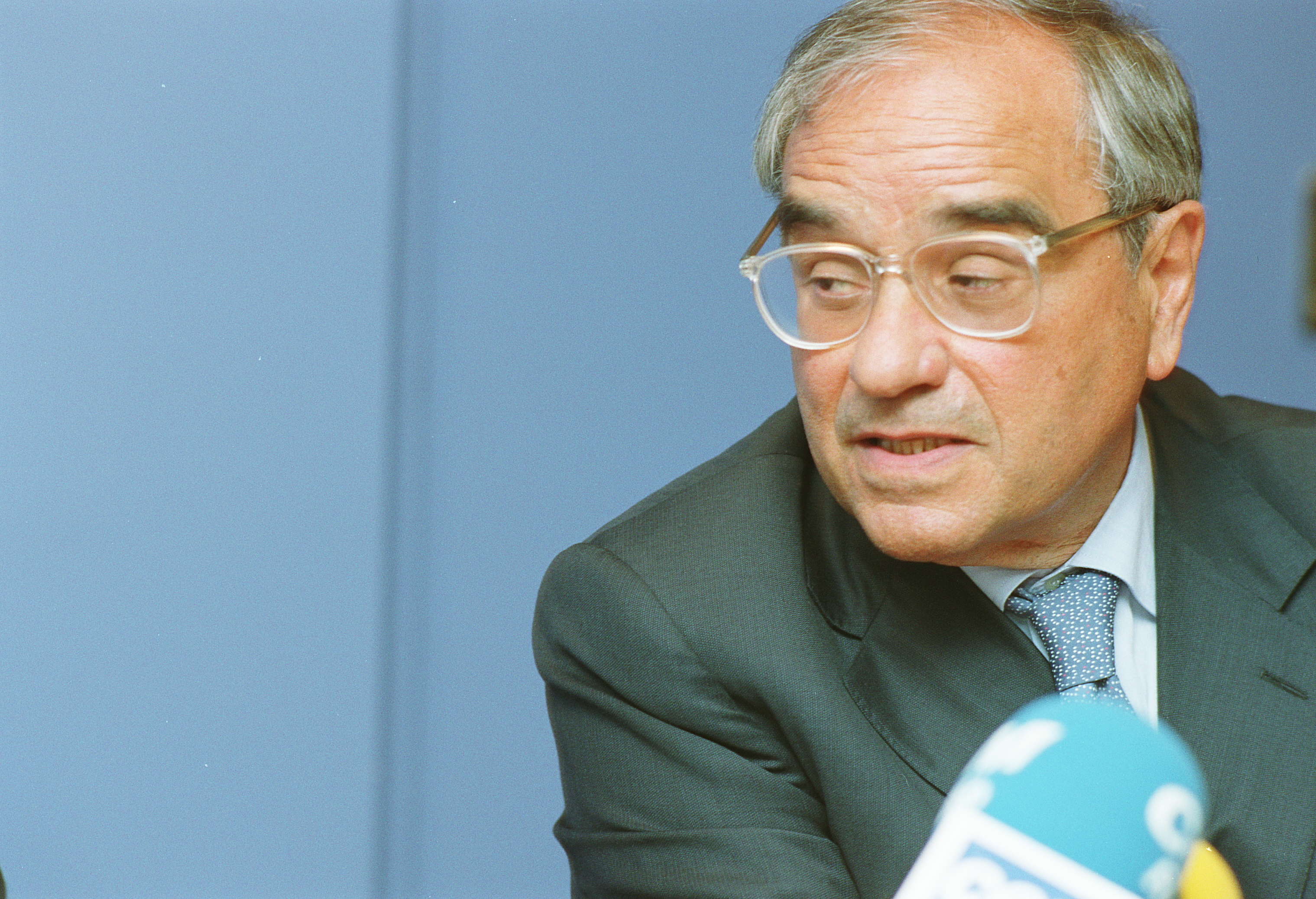
Rodolfo Martín Villa és un dels imputats de qui s'ha demanat la detenció internacional i extradició a l'Argentina

El 12 de novembre de 2014 la Interpol va sol·licitar la detenció de 20 imputats per crims comesos durant la dictadura franquista, entre els quals hi ha Rodolfo Martín Villa, Antonio Carro Martínez, Licinio de la Fuente de la Fuente, José María Sánchez-Ventura Pascual, Alfonso Osorio, José Utrera Molina i Fernando Suárez González. De seguida, el ministre de Justícia espanyol, Rafael Catalá, va avançar que l'Audiència Nacional denegaria l'extradició a l'Argentina dels vint imputats. El 13 de març de 2015, el Consell de Ministres va denegar oficialment l'extradició dels exministres Utrera Molina i Martín Villa, després d'haver dilatat el procés demanant més informació a l'Argentina.
Pablo de Greiff, relator especial de l'ONU sobre la promoció de la veritat, la justícia, la reparació i les garanties de no-repetició, va recordar en el seu informe de 22 de juliol de 2014 «l'obligació internacional de l'estat [espanyol] d'extradir o jutjar i que només es podrà denegar l'extradició dels acusats si la justícia espanyola inicia les investigacions i jutja els responsables».

## Reaccions
El maig de 2012, la secció espanyola d'Amnistia Internacional va presentar un informe en el qual analitzava la resposta que s'havia donat des de la justícia espanyola als crims comesos durant la Guerra Civil i el franquisme i denunciava que no s'havia dut a terme cap investigació judicial exhaustiva per conèixer els abusos comesos durant aquest període comprès entre 1936 i 1975. Part de l'informe se centra en la querella interposada per víctimes i organitzacions d'Espanya i l'Argentina a aquest últim país, emparant-se en el principi de jurisdicció universal. En particular, l'informe arriba a la conclusió que, malgrat la resposta de la fiscalia general de l'estat espanyol i del govern a la jutgessa María Romilda Servini de Cubría encarregada de la querella argentina, segons la qual «a Espanya s'havien obert processos judicials sobre els fets dels quals s'havia inhibit l'Audiència Nacional», el fet és que després d'aquesta inhibició la «gran majoria» dels casos s'han arxivat. Segons Amnistia Internacional, «Espanya està incomplint les seves obligacions internacionals pel que fa al dret a la justícia de les víctimes i al seu deure d'investigar els crims de dret internacional comesos durant la Guerra Civil i el franquisme», i conclou que la situació de les víctimes és de «total desemparament judicial», i que «la cooperació judicial penal […] prevista pel dret internacional» i duta a terme en aquest cas per l'Argentina ha de continuar.

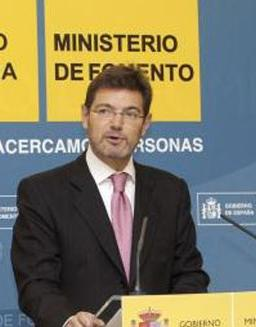
Segons el ministre de Justícia espanyol, Rafael Catalá, l'Audiència Nacional denegarà l'extradició a l'Argentina dels vint imputats

El juliol de 2014, el relator especial de l'ONU sobre la promoció de la veritat, la justícia, la reparació i les garanties de no-repetició, Pablo de Greiff, va presentar un informe en què analitzava «les mesures adoptades per les autoritats espanyoles sobre […] veritat, justícia, reparació i garanties de no-repetició, en relació amb les greus violacions dels drets humans i del dret internacional humanitari comeses durant la Guerra Civil i la dictadura franquista».
El relator Pablo de Greiff ha reiterat la «incompatibilitat dels efectes de la Llei d'Amnistia amb les obligacions internacionals adquirides per Espanya», que a més es van contreure abans d'adoptar la Llei d'Amnistia, i que «el dret internacional estableix que, en relació amb els casos de desaparició forçada, el termini de prescripció ha de començar a comptar a partir del moment en què cessa la desaparició forçada, és a dir, des que la persona apareix amb vida o es troba el seu cos». El govern espanyol considera que els crims jutjats «ja han prescrit a Espanya» i que a més topen amb la Llei d'Amnistia espanyola de 1977. Tanmateix, les Nacions Unides han insistit que «l'estat espanyol està obligat a extradir els responsables de violacions greus de drets humans», i que «no pot escudar-se en els principis de prescripció i extinció de responsabilitat penal». A més, els experts de l'ONU van recalcar que els arguments del Consell de Ministres no tenen cap base i contradiuen «les normes i estàndards internacionals de drets humans».
Publicació «Trial International» (febrer de 2019) Evidentiary challenges in universal jurisdiction cases (Universal Jurisdiction Annual Review 2019 #UJAR)
Establishing the unconditionality of universal jurisdiction (pg.14)
«In its judgment, the Federal Supreme Court clarified that the universal jurisdiction principle is not one of subsidiary application, concurrent or limited to connections between the facts and the state that intends to judge it.
The Federal Supreme Court also judged that the international qualification of a crime against humanity depends exclusively on the verification that a determined illicit act is committed in the context of a generalized or systematic attack against a civilian population. It found that the crimes could occur not only in the spatial-temporal epicenter through which the attack extends, but also in its margins.»
Publicació «Jurisdicción Universal en Latinoamérica» (agost de 2023)
Análisis comparado (pàg. 10)
«Este análisis comparativo parte de la idea de que la aplicación efectiva de la jurisdicción universal contribuye al fortalecimiento de la justicia a nivel internacional, permite el establecimiento de precedentes legales y la construcción de normas y estándares globales para la persecución internacional de delitos. Además, fomenta la cooperación y el intercambio de información entre países en la lucha contra la impunidad y la protección de los derechos humanos.»